# Markus Eibegger
Markus Eibegger (* 16. Oktober 1984 in Knittelfeld) ist ein ehemaliger österreichischer Radrennfahrer.

## Sportliche Laufbahn
Markus Eibegger 2006 das U23-Etappenrennen GP Tell für sich entscheiden. Im Jahr  2007 erhielt er beim Team Elk Haus-Simplon seinen ersten Vertrag bei einem Professional Continental Team. Er wurde in den folgenden Jahren dreimal österreichischer Staatsmeister am Berg und einmal im Straßenrennen. Er gewann zahlreiche Etappen internationaler Radrennen und 2011 der Gesamtwertung der Tour de Taiwan und 2013 die Gesamtwertungen der Oberösterreich-Rundfahrt sowie des Circuit des Ardennes. Im Jahr 2010 fuhr er für das ProTeam Footon-Servetto und bestritt für diese Mannschaft den Giro d’Italia 2011, wo er 48. wurde, und die Tour de France, bei der er auf der 9. Etappe aufgab.
2011 entschied Eibegger die Tour de Taiwan für sich, im Jahr darauf sowie 2015 die Istrian Spring Trophy. 2016 gewann er die Tour d’Azerbaïdjan.

## Erfolge
| 2006 - Grand Prix Tell 2007 - Österreichischer Staatsmeister – Berg - Gesamtsieg Tchibo Top Rad Liga 2008 - Österreichischer Staatsmeister – Berg 2009 - eine Etappe Istrian Spring Trophy - eine Etappe Bayern-Rundfahrt - Österreichischer Staatsmeister – Berg - Raiffeisen Grand Prix - Österreichischer Staatsmeister – Straßenrennen - zwei Etappen 3-Länder-Tour 2011 - Gesamtwertung und eine Etappe Tour de Taiwan - eine Etappe Oberösterreich-Rundfahrt - Österreichischer Staatsmeister – Berg | 2012 - Gesamtwertung und eine Etappe Istrian Spring Trophy - Mannschaftszeitfahren Tour of Szeklerland 2013 - eine Etappe Sibiu Cycling Tour - Gesamtwertung Oberösterreich-Rundfahrt - Gesamtwertung Circuit des Ardennes 2014 - eine Etappe Tour de Bretagne - eine Etappe und Bergwertung An Post Rás 2015 - Gesamtwertung und eine Etappe Istrian Spring Trophy 2016 - eine Etappe Istrian Spring Trophy - Gesamtwertung Tour d’Azerbaïdjan - eine Etappe Slowakei-Rundfahrt - eine Etappe und Punktewertung Oberösterreich-Rundfahrt |

## Teams
- 2007 Elk Haus-Simplon
- 2008 Elk Haus-Simplon
- 2009 Elk Haus
- 2010 Footon-Servetto
- 2011 Tabriz Petrochemical Team
- 2012 RC ARBÖ Gourmetfein Wels
- 2013 Gourmetfein Simplon
- 2014 Synergy Baku Cycling Project
- 2015 Synergy Baku Cycling Project
- 2016 Team Felbermayr Simplon Wels
- 2017 Team Felbermayr Simplon Wels
- 2018 Team Felbermayr Simplon Wels